# Torrice
Torrice település Olaszországban, Lazio régióban, Frosinone megyében. Lakosainak száma 4692 fő (2023. január 1.). Torrice Arnara, Boville Ernica, Frosinone, Ripi és Veroli községekkel határos.

## Népesség
A település lakossága az elmúlt években az alábbi módon változott:
| Lakosok száma | 4796 | 4843 | 4692 |
|               | 2017 | 2018 | 2023 |